# Victor Bernier
Victor Bernier (Saint-André-des-Eaux, Francia; 26 de junio de 2004) es un piloto de automovilismo francés. Actualmente compite en el Campeonato de Fórmula Regional Europea con MP Motorsport.

## Carrera

### Inicios
Bernier comenzó a competir en el karting en 2013, ganando varios campeonatos nacionales antes de convertirse en el Campeón del Campeonato Mundial de Karting en 2018, por delante de Gabriele Minì y Gabriel Bortoleto. Recibió un premio Volant d'Or de la Federación Francesa de Automovilismo Deportivo como recompensa por sus hazañas en karting.

### Fórmula Regional

#### 2022

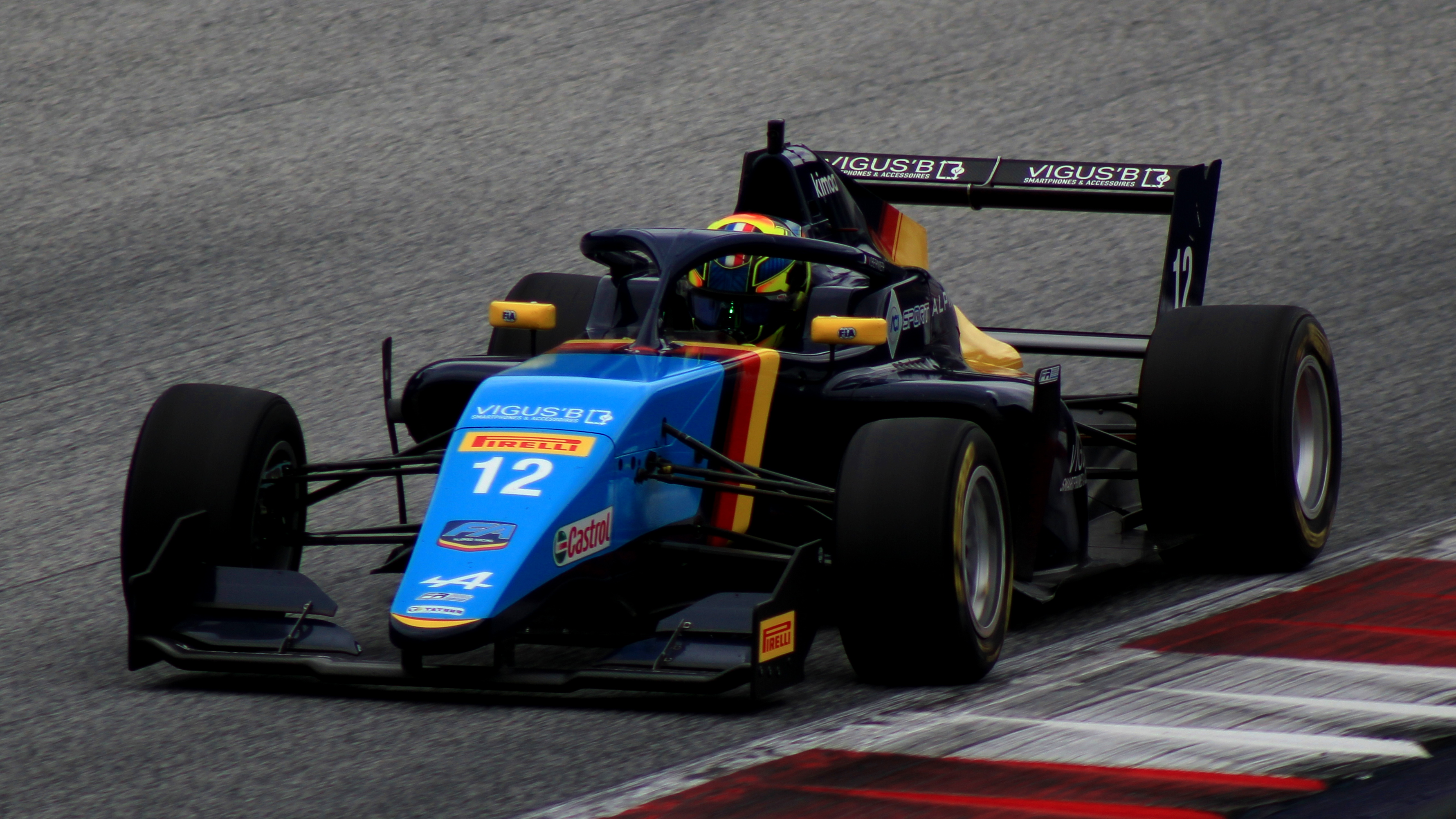
Bernier en el Red Bull Ring, 2022.

En 2022, Bernier avanzó al nivel de Fórmula Regional, compitiendo en el Campeonato de Fórmula Regional Europea para FA Racing by MP junto al campeón francés de Fórmula 4, Esteban Masson y el colombiano Nicolás Baptiste. Su mejor resultado en el campeonato sería un segundo lugar en la primera carrera de la última ronda en Mugello.

#### 2023
Bernier cambió a MP Motorsport para el Campeonato de Fórmula Regional Europea de 2023.

## Resumen de carrera
| Temporada | Categoría                              | Equipo          | Carreras | Victorias | Poles | VR | Podios | Puntos | Pos. |
| --------- | -------------------------------------- | --------------- | -------- | --------- | ----- | -- | ------ | ------ | ---- |
| 2019      | Campeonato Francés de F4               | FFSA Academy    | 21       | 1         | 0     | 1  | 6      | 154    | 4.º  |
| 2020      | ADAC Fórmula 4                         | R-ace GP        | 21       | 2         | 0     | 3  | 6      | 225    | 5.º  |
| 2020      | Campeonato de Italia de Fórmula 4      | R-ace GP        | 3        | 0         | 0     | 0  | 0      | 1      | 28.º |
| 2021      | ADAC Fórmula 4                         | R-ace GP        | 18       | 1         | 0     | 2  | 4      | 167    | 4.º  |
| 2021      | Campeonato de Italia de Fórmula 4      | R-ace GP        | 6        | 0         | 0     | 0  | 0      | 30     | 13.º |
| 2022      | Campeonato de Fórmula Regional Europea | FA Racing by MP | 19       | 0         | 0     | 0  | 1      | 20     | 17.º |
| 2023      | Campeonato de Fórmula Regional Europea | MP Motorsport   | 18       | 0         | 0     | 0  | 1      | 42     | 15.º |
| Fuente:   |                                        |                 |          |           |       |    |        |        |      |

## Resultados

### ADAC Fórmula 4
(Clave) (negrita indica pole position) (cursiva indica vuelta rápida)

| Año  | Equipo   | 1   | 1   | 1   | 2   | 2   | 2   | 3   | 3   | 3   | 4   | 4   | 4   | 5   | 5   | 5   | 6   | 6   | 6   | 7   | 7   | 7   | Pos. | Puntos |
| ---- | -------- | --- | --- | --- | --- | --- | --- | --- | --- | --- | --- | --- | --- | --- | --- | --- | --- | --- | --- | --- | --- | --- | ---- | ------ |
| 2020 | R-ace GP | LAU | LAU | LAU | NÜR | NÜR | NÜR | HOC | HOC | HOC | NÜR | NÜR | NÜR | SPI | SPI | SPI | LAU | LAU | LAU | OSC | OSC | OSC | 5.º  | 225    |
| 2020 | R-ace GP | 7   | 4   | 2   | 4   | 9   | 7   | Ret | 5   | 1   | 7   | 11  | 11  | 2   | 5   | 3   | 2   | 5   | 1   | 4   | 6   | 4   | 5.º  | 225    |
| 2021 | R-ace GP | SPI | SPI | SPI | ZAN | ZAN | ZAN | HOC | HOC | HOC | SAC | SAC | SAC | HOC | HOC | HOC | NÜR | NÜR | NÜR |     |     |     | 4.º  | 167    |
| 2021 | R-ace GP | 6   | 8   | 13  | 6   | 4   | 5   | 6   | 9   | 5   | 4   | 3   | 9   | 1   | 3   | 9   | 6   | 7   | 2   |     |     |     | 4.º  | 167    |

### Campeonato de Fórmula Regional Europea
(Clave) (negrita indica pole position) (cursiva indica vuelta rápida)

| Año   | Equipo          | 1   | 1   | 2   | 2   | 3   | 3   | 4   | 4   | 5   | 5   | 6   | 6   | 7   | 7   | 8   | 8   | 9   | 9   | 10  | 10  | Pos.  | Puntos |
| ----- | --------------- | --- | --- | --- | --- | --- | --- | --- | --- | --- | --- | --- | --- | --- | --- | --- | --- | --- | --- | --- | --- | ----- | ------ |
| 2022  | FA Racing by MP | MNZ | MNZ | IMO | IMO | MON | MON | LEC | LEC | ZAN | ZAN | BUD | BUD | SPA | SPA | SPI | SPI | BAR | BAR | MUG | MUG | 17.º  | 20     |
| 2022  | FA Racing by MP | 14  | 17  | NC  | 32† | DNQ | 17  | 23  | Ret | 9   | 13  | 18  | Ret | 15  | 17  | 26  | 13  | Ret | Ret | 2   | 15  | 17.º  | 20     |
| 2023* | MP Motorsport   | IMO | IMO | BAR | BAR | BUD | BUD | SPA | SPA | MUG | MUG | LEC | LEC | SPI | SPI | MNZ | MNZ | ZAN | ZAN | HOC | HOC | 17.º* | 20*    |
| 2023* | MP Motorsport   | 12  | 4   | 12  | 15  | 17  | 20  | 9   | 15  |     |     | 7   | 17  | 15  | 12  |     |     |     |     |     |     | 17.º* | 20*    |

- * Temporada en progreso.

## Vida personal
Bernier actualmente está estudiando en su último año del Lycée, el equivalente a los A-Levels en Francia. Vive y estudia junto con su excompañero de Fórmula 4, Sami Meguetounif.
Tras su llegada a FA Racing, el equipo formado por el bicampeón del mundo de Fórmula 1 Fernando Alonso, Bernier afirmó que Alonso siempre había sido un ejemplo para él.
El hermano menor de Bernier, Augustin, también es piloto de carreras y se convirtió en campeón francés de karting en la clase OK-Junior en 2021.